# تحرير أورشليم
تحرير أورشليم (بالإيطالية: La Gerusalemme liberata)‏ هي قصيدة ملحمية للشاعر الإيطالي توركواتو تاسو نشرت لأول مرة في عام 1581، الذي يروي نسخة أسطورية من الحملة الصليبية الأولى حيث يخوض الفرسان المسيحيون بقيادة جودفري، معارك ضد المسلمين لأخذ القدس. وتتكون القصيدة من ثمانية أدوار مقسمة إلى 20 مقطع متفاوتة الطول.
ينتمي العمل إلى أدب عصر النهضة الإيطالية حول القصائد الملحمية والرومانسية، كثيرا ما يستعير تاسو عناصر القصة والشخصيات مباشرة من كتاب أورلاندو فوريوسو بقلم أريوستو. كما استوحى تاسو في قصيدته أيضا عناصر من الملاحم الكلاسيكية التي ألفها هوميروس وفيرجيل (وخصوصا الأجزاء التي تتكلم عن الحصار والحرب). وإحدى أهم الأدوات الأدبية المميزة في قصيدة تاسو هو المعضلة العاطفية التي تعاني منها الشخصيات الممزقة بين القلب والواجب؛ وتصور الحب مع بسالة الدفاع عن النفس أو الشرف هو مصدر مركزي للعاطفة الغنائية في القصيدة.
اختيار تاسو للموضوع، وهو الصراع التاريخي الفعلي بين المسيحيين والمسلمين (وإن كانت به عناصر خيالية)، كان مبنيا على أسس تاريخية، وخلق آثارا تركيبية (كانت القصة نقطة نهاية ثابتة ولا يمكن نسجها إلى ما لا نهاية في كتب متعددة) لا توجد في ملاحم النهضة الأخرى. مثل غيرها من الأعمال تلك الفترة التي تصور الصراع بين المسيحيين والمسلمين، وكانت للقصيدة صدى للقراء في تلك الفترة، حيث كانت الدولة العثمانية تتقدم عبر أوروبا الشرقية.
كانت القصيدة ناجحة جدا، واستخدمت أقسام منها في أعمال أخرى في جميع أنحاء أوروبا، وخاصة في فترة ما قبل الثورة الفرنسية والحركة الرومانسية التي قدمت قصصا بديلة تجمع بين الحب والعنف والبيئة الغريبة.